# 王復興 (萬曆進士)
王復興（？—？），字德馨，山東兖州府郓城县人。明朝政治人物。

## 生平
王隆之孫。万历二十八年（16001年）庚子科山东乡试舉人，萬曆二十九年（1601年）聯登辛丑科进士，初任陈留县知县，調繁祥符县，邑濒河，多采办梢草，舊规商人市买后摊派于邑民，又不尽给价，百姓一应其役，立致破产。公力請于上，分属開封各县，一时赖以息肩。擢户部主事，升郎中，出爲陕西參議，回籍卒。